# Robin Cook
Robert Finlayson Cook, mais conhecido como Robin Cook (Bellshill, 28 de fevereiro de 1946 - Inverness, 6 de agosto de 2005), foi um político britânico do Partido Trabalhista, que era membro do Parlamento por Livingston de 1983 até sua morte.

## Vida
Serviu como Membro do Parlamento (MP) de Livingston de 1983 até sua morte e serviu no Gabinete como Ministro das Relações Exteriores de 1997 até 2001, quando foi substituído por Jack Straw. Ele então serviu como líder da Câmara dos Comuns de 2001 a 2003.
Ele estudou na Universidade de Edimburgo antes de ser eleito Membro do Parlamento pela Central de Edimburgo em 1974. No Parlamento, ele era conhecido por sua capacidade de debate e rapidamente subiu nas fileiras políticas e, finalmente, no Gabinete. Como secretário de Relações Exteriores, ele supervisionou as intervenções britânicas em Kosovo e Serra Leoa.

Ele renunciou aos seus cargos como Senhor Presidente do Conselho e Líder da Câmara dos Comuns em 17 de março de 2003 em protesto contra a invasão do Iraque. Na época de sua morte, ele era presidente do Centro de Política Externa e vice-presidente do Grupo Parlamentar de Todos os Partidos da América e do Grupo Parlamentar de Todos os Partidos de Segurança e Não-Proliferação Global.